# Evarts Boutell Greene
Evarts Boutell Greene (1870-1947) est un historien américain 

## Biographie
Il est né à Kobe, au Japon, où ses parents sont missionnaires. Il est diplômé de l'Université Harvard (BA, 1890 ; Ph.D., 1893) et commence à enseigner l'histoire américaine (1894) à l'Université de l'Illinois, où il est également (1906-1913) doyen de la faculté des arts et des lettres. Il est élu à l'Académie américaine des arts et des sciences en 1918.
Appelé à l"Université Columbia en 1923, Greene est nommé (1926) premier professeur d'histoire DeWitt Clinton et occupe cette chaire jusqu'à sa retraite en 1939. Il est également (1936-1939) président de l'Institut d'études japonaises de Columbia. Greene est une autorité reconnue sur les périodes coloniales et révolutionnaires de l'histoire américaine. Il est élu à la Société américaine de philosophie en 1931.
Il est le petit-fils du révérend Daniel Greene et de Mary Evarts (soeur de William M. Evarts) et l'arrière-arrière-petit-fils du père fondateur américain Roger Sherman.
L'un de ses étudiants, l'historien Allan Nevins, lui succède comme professeur Clinton à Columbia en 1939.